# Farida Kyakutema
Farida Kyakutema (née le 6 juin 1962) est une athlète ougandaise.

## Biographie
Farida Kyakutema est médaillée de bronze du relais 4 × 100 mètres et du relais 4 × 400 mètres aux Jeux africains de 1978  à Alger. Elle remporte ensuite une médaille d'argent sur le relais 4 × 400 mètres aux championnats d'Afrique 1982 au Caire, une médaille de bronze sur le relais 4 × 400 mètres aux Jeux africains de 1987 à Nairobi et une médaille d'or dans la même épreuve aux championnats d'Afrique 1988 à Annaba.
Elle dispute les séries du 100 mètres, du 400 mètres et des relais lors des Jeux olympiques d'été de 1988 à Séoul.
Sur le plan national, elle est sacrée championne d'Ouganda du 100 mètres en 1982 et 1983, du 200 mètres en 1982 et 1983, du 400 mètres en 1987 et 1988, du saut en hauteur en 1985 et du saut en longueur en 1986.